# Tourrettes-sur-Loup
Tourrettes-sur-Loup è un comune francese di 4 207 abitanti situato nel dipartimento delle Alpi Marittime della regione della Provenza-Alpi-Costa Azzurra.

## Società

### Evoluzione demografica
Abitanti censiti

## Eventi
Festa delle violette in marzo